# محمود شیرانی

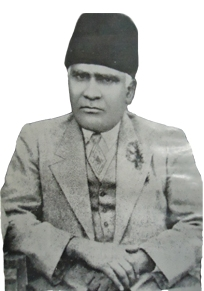
نگارهٔ محمود شیرانی، شاهنامه‌پژوه هندی

محمود شیرانی (اکتبر ۱۸۸۰ تونک - ۱۵ فوریه ۱۹۴۶) پژوهشگر و شاهنامه‌پژوه از شبه‌قارهٔ هند است. او در جوانی قرآن را حفظ کرد و ازهمین‌رو «حافظ محمود شیرانی» نامیده می‌شد. در ۱۸۹۵ برای تحصیل در دانشگاه خاورشناسی به لاهور رفت و در ۱۹۰۱ کارشناسی ادبیات فارسی را اخذ کرد. در ۱۹۰۴ برای تحصیل در رشتهٔ حقوق به انگلستان سفر کرد. شیرانی آثار و پژوهش‌های بسیاری دربارهٔ فردوسی و شاهنامه دارد.